# Claudio Mattone
Claudio Mattone (né à Santa Maria a Vico  le 28 février 1943) est un compositeur, auteur-compositeur et producteur de musique italien.

## Biographie
Claudio Mattone est né à Santa Maria a Vico, Caserte. D ans sa jeunesse il approche la musique comme  pianiste de jazz. Après avoir quitté l'université, il s'installe à Rome, où il  fait ses débuts en 1968 en tant que chanteur-compositeur-interprète de la chanson « É sera », présentée au Cantagiro 1968. Entre la fin des 1960 et le début des 1980 il se concentre sur la composition, s'associant au parolier Franco Migliacci et signant plusieurs succès. Il contribue au lancement de la carrière de Nada et Eduardo De Crescenzo; Il travaille également en tant que producteur de musique et auteur-compositeur de ses chansons. Dans les 1980 Claudio Mattone lance la carrière du groupe Neri per Caso et de Syria (it), qui respectivement remportent en 1994 et 1995, les éditions du Festival de Sanremo dans la catégorie « Giovani  ».
En 1990 Mattone remporte un David di Donatello et un Nastro d'Argento pour la bande originale du  film Scugnizzi (1989). Il a aussi écrit la musique des films Cugini carnali (1974), Così parlò Bellavista (1984), Il mistero di Bellavista (it) (1985) et Fatto su misura (it) (1985).
Depuis les années 2000, sa principale occupation est le théâtre, en tant qu'auteur et producteur de comédies musicales.